# Höflein an der Hohen Wand
Höflein an der Hohen Wand osztrák község Alsó-Ausztria Neunkircheni járásában, a B-26. sz. szövetségi főút mellett, a járás székhelyétől, Neunkirchentől 11, Bécsújhelytől 19, Soprontól 63 km-re. Lakosainak száma 874 fő (2019. január 1-i állapot).

## Fekvése

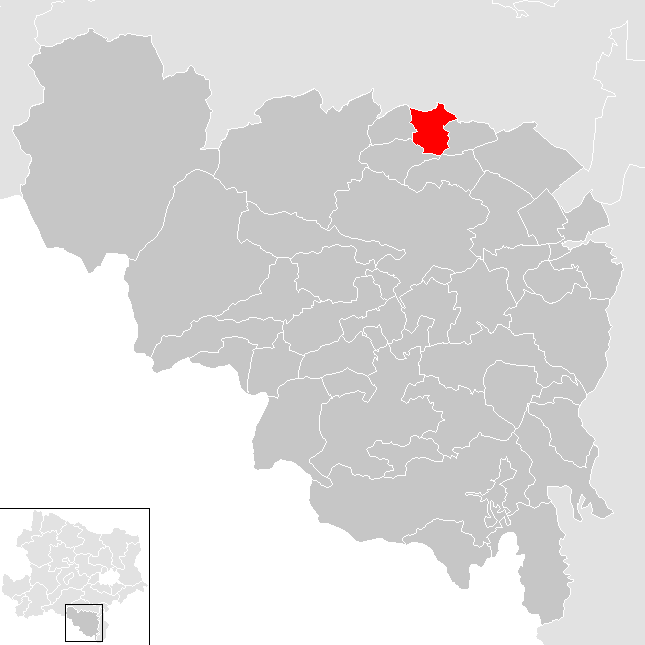
Höflein an der Hohen Wand a Neunkircheni járásban

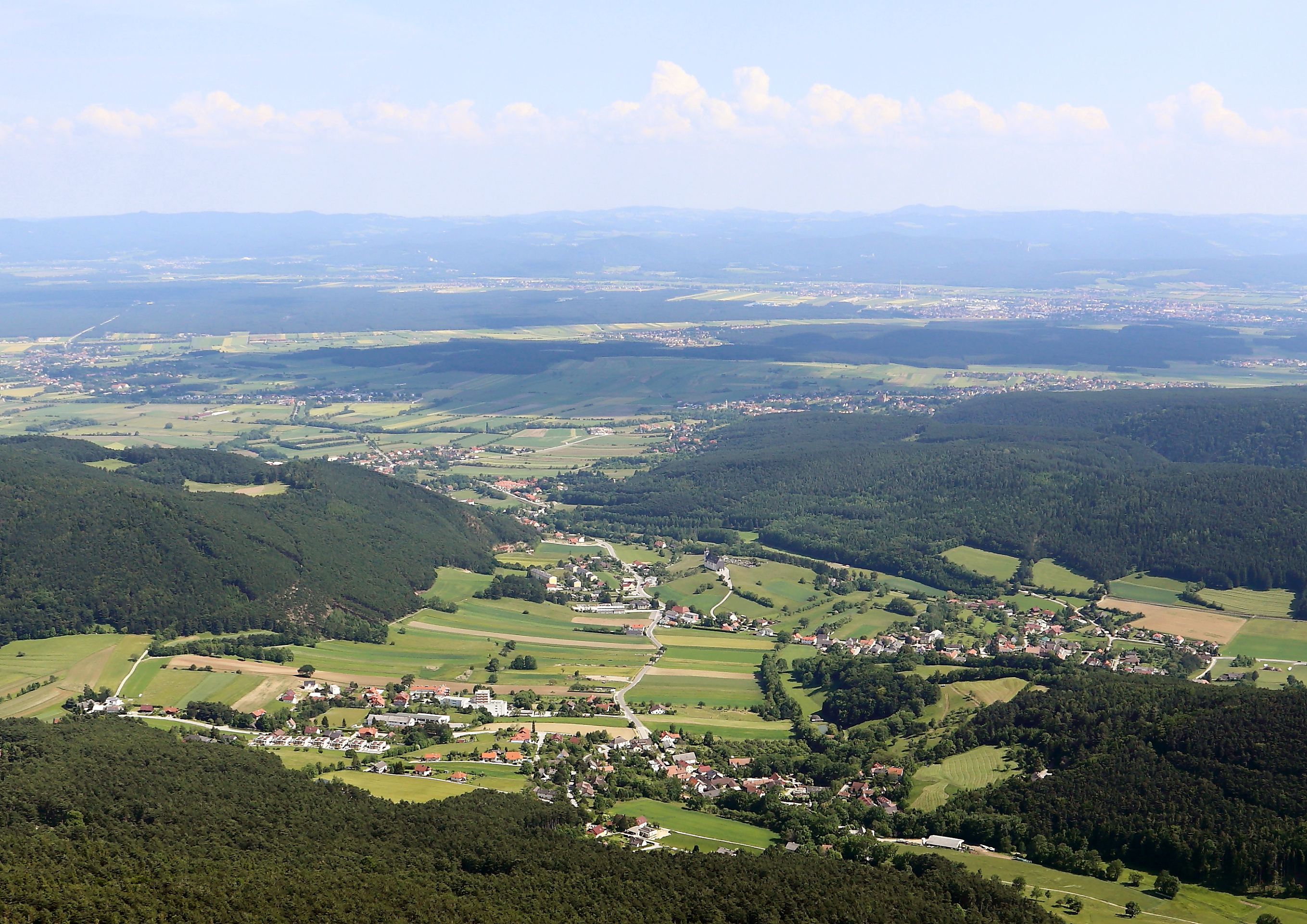
Höflein madártávlatból

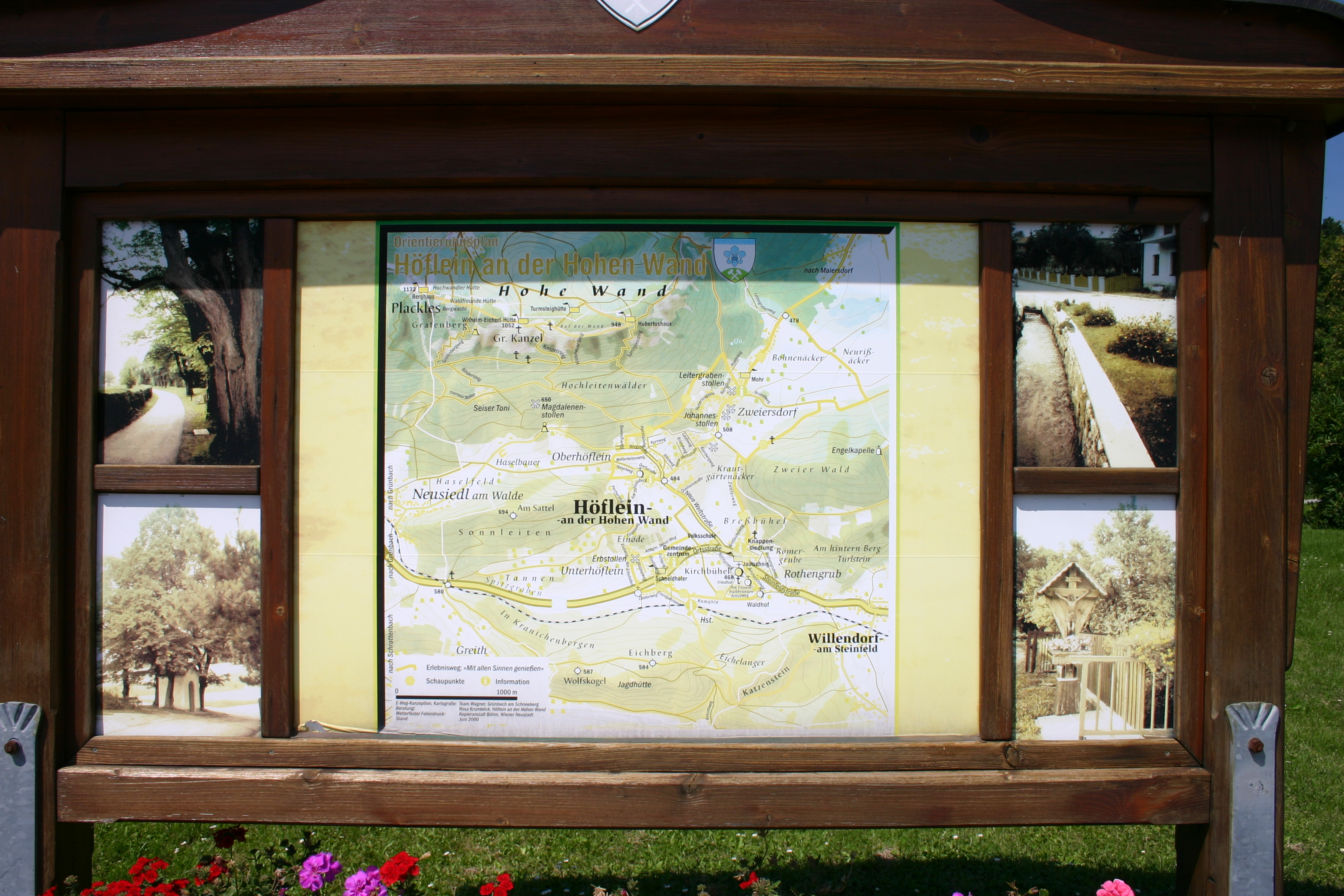
A község térképtáblája

Höflein község Alsó-Ausztria délkeleti szektorában fekszik, amelyet Industrieviertelnek (kb. „Iparvidéknek”) is neveznek, az északkeleti Weinviertel („Borvidék”), az északnyugati Waldviertel („Erdővidék”) és a délnyugati Mostviertel („Mustvidék”) vidék mintájára. A település a Hohe Wand hegycsoport déli sziklafalai alatt fekszik. A Hohe Wand legmagasabb csúcsa, az 1132 m magas Plackles a Höflein fölötti szakaszon található. A környék hegyei az Északi-Mészkőalpok (Nördliche Kalkalpen) csoportjához tartoznak.
A községi önkormányzatban egyesített három település (Oberhöflein (359 lakos), Unterhöflein (369 lakos) és Zweiersdorf (152 lakos)) összesített területe 8,94 km², ennek 54,32%-a erdővel borított. Unterhöflein közvetlenül a B-26 főúton fekszik, tőle északra, a Hohe Wand lábánál található Oberhöflein, innen keletre Zweiersdorf. A Höfleint közrefogó szomszéd községek: dél felől Würflach, délkeleten Willendorf am Steinfelde, északkeleten Stollhof (amely Hohe Wand községéhoz tartozik), észak felől maga a Hohe Wand sziklafalai, végül nyugat felől Grünbach am Schneeberg, a volt bányaközpont.

## Közlekedés
Unterhöflein településrészen keresztülhalad a B-26 szövetségi főút (Bundesstraße), amely Bécsújhelyről indul, az A2 Déli Autópályát (Südautobahn) a Wiener Neustadt-West csomópontnál érinti, majd Weikersdorfon, és Grünbachon át Puchberg am Schneebergig nyugat felé halad, onnan délnek fordul, Ternitznél a kerületi székhely, Neunkirchen mellett a B-17 szövetségi főútba (Semmeringstraße), ill. az ezzel párhuzamos S-6 autóútba (Semmering-Schnellstraße)  torkollik. A falu távolsága a legközelebbi városoktól: Neunkirchentől 11, Bécsújhelytől 19, Soprontól 63, Bécstől 73 km. A kis településrészeket tartományi utak kötik össze. Unterhöfleinből Oberhöfleinbe, onnan Zweiersdorfba és Stollhofba az L-4072, Oberhöfleinből Grünbach am Scheeberg község Neusiedl am Walde településrészébe az L-4120 sz. út vezet. Ezek a magasan vezetett utak a falvak fölött, a Hohe Wand lábánál futnak, festői kilátást nyújtva a környező dombvidékre és a Schneebergre.
Höflein község elérhető az Osztrák Szövetségi Vasutak (ÖBB) Bécsújhely–Puchberg am Schneeberg vonalán, az ún. Schneeberg-vasúton (Schneebergbahn), amelynek itt megállója van (Unterhöflein). A járási székhelyre, Neunkirchenbe munkanapokon menetrend szerinti autóbuszjárat is közlekedik, Würflachon keresztül.

## Történelme

### A kezdetektől a középkor végéig
A környéken talált régészeti leletek, különösen a 19. században a község (mai) keleti határában, Rothengrubban talált aranykincs bizonyítják, hogy Höflein már az ősidőkben lakott hely volt. Az ókorban a kelta Noricum királysághoz, majd Római Birodalom idején Noricum provinciához tartozott. A rómaiak kiépítették az itt futó fontos utakat, a régi vas- és só-utat. A népvándorlás korából kevés adat maradt fenn. Régészeti leletek avarok és szlávok betelepülését valószínűsítik. A 8. század végén Nagy Károly szétverte az Avar Kaganátust, és határvédő őrgrófságokat (Grenzmark) állított fel. Höfleint a pitteni őrgrófsághoz (Pittner Mark vagy Waldmark) sorolták, amely a Pitteni grófság részként Karantániához tartozott, 970-ben a Mura-menti őrgrófsághoz (Mark an der Mur) került. A Pitteni grófságot a Wels-Lambach, majd a Formbach család uralta, 1158-ban a Stájerország őrgrófjai örökölték.
Ezekben az időkben a környéken számos vár állt és épült (Starhemberg, Emmerberg, Stixenstein, Dachenstein, Schrattenstein, Wulfingstein, Rothengrub és mások). Ezeknek ma csak romjai láthatók. Höfleinben is épült egy kisebb vár, de már a középkor végére tönkrement. (A helyén ma álló lakóházak pincéiben ma is megvannak a másfél méter vastag kőfalak maradványai).
A község nevének eredetére két elmélet létezik, az egyik szerint a kora középkori első lakóhely, egy „magányos udvar” („ein Hof allein”) adhatta a nevet. A másik magyarázat szerint a kelta Hovilin szóból ered („Udvarok a síkságon”). Első okleveles említése a stájer Stubenberg nemzetség egy 1249-es adománylevelében található, itt szerepel tanúként egy „Hovelinből való Poppó” (Poppo de Hovelin) nevű személy. (Ennek alapján Höflein község 1999-ben megünnepelte ennek 750. évfordulóját).
1192-ben a Stájer Hercegség, vele Höflein környéke a Babenberg-ház hercegeinek birtokába jutott. A család 1246-os kihalása után az osztrák tartományokat után rövid időre II. Ottokár cseh király szerezte meg. (Ebben az időben keletkezett a község nevét elsőként említő Stubenberger-adománylevél). Ottokár 1278-as dürnkruti veresége és halála után a mai Alsó-Ausztria területe a Habsburg-család uralma alá került, akik megerősítették a Stubenbergek birtokjogait. Számos oklevél maradt fenn ebből a korból, ezeket a Stájer Tartományi Levéltár őrzi. Később, 1320 körül Höfleint a nürnbergi várgrófok vették hűbérbe. A község ekkor már Höflin, Nider-Höflein neveken szerepelt. 1387-ben a három Stubenberg-fivér megosztozott örökségükön, a höfleini várat és a hozzátartozó uradalmat Ulrich von Stubenberg kapta, az erről szóló oklevél Höflein lakosainak első névsorát is tartalmazza.
1415-ben, a konstanzi zsinat idején az akkori nürnbergi várgróf birtokait a Brandenburgi őrgrófság (Mark Brandenburg) szerezte meg. 1418-ban „Hoflin unter der Zerwant” néven említik A Brandenburgi-család 1446-ban adta vissza a Stubenbergeknek. 1473-ban III. Frigyes császár visszavette a hűbérbirtokot, és Haßbach (ma: Warth) egyesítette. 1493-ban Wolfgang Marhainer kapta hűbérbirtokul. Az augsburgi birodalmi gyűlésen Höfleint ismét Brandenburg őrgrófjainak adták, akik 1495-ben 540 guldenért eladták eladták azt Georg és Koloman von Königsberg-nek, Seebenstein várurainak.

### Újkor

Höflein és környéke 1873-ban (a község a térkép közepén, jobbra), a Ferenc József uralkodása idején elvégzett országos katonai felmérés alapján.

Höflein község 1656-ig volt a Königsbergek birtoka. A család utolsó tagjától, Wolfgang Matthäus von Königsbergtől, 1631-ben adóvisszatartás miatt Alsó-Ausztria tartományura lefoglalta a höfleini uradalmat. Mivel tulajdonosa nem váltotta ki, eladták bizonyos „nemes és vitézlő Carl Pergen úrnak”. Ebben az időben a vidéket pestisjárvány sújtotta, korabeli leírás szerint Höfleinben mindössze hatan élték túl a vészt. A pestis áldozatainak Oberhöfleinben külön temetőt nyitottak.
Bécs második török ostroma (1683) idején Höflein környéke sokat szenvedett a török portyázóktól. A lakosság egy részét rabságba hurcolták. Menedéket csak a közeli Rothengrub, Dachenstein és Emmerberg várak adtak. A tönkrement höfleini vár már nem is szerepelt a korabeli „óvóhelyek” listáján. A törökök visszaszorítása után, 1702-től a kurucok portyáztak a vidéken.
II. József császár egyházi reformjai nyomán 1783-ban az addigi plébániatemplomot megszüntették, és az unterhöfleini Maria Kirchbüchl zarándoktemplomot szentelték plébániatemplommá. II. József uralkodása alatt,  1772–1782 között végezték el Ausztria – benne Höflein és vidéke – első katonai felmérését (Josephinische Landesaufnahme).

### 19. század
A napóleoni háborúk alatt a vidék lakosságát ismét átvonuló csapatok fosztogatták. A háború után I. Ferenc császár alatt a környék falvairól katasztert vettek fel. A térképekre pontosan felvezették a falvak lakóinak számát is, a listák (másolatban) a mai önkormányzatoknál elolvashatók.
1825-ben a Pergen-család eladta földbirtokaikat – Höfleint is – Johann von Liechtenstein hercegnek. Az új földesúr székhelye Liechtenstein várában volt, a Bécsi-erdőben. 1862-től a törvények lehetővé tették a községeknek polgármesterek megválasztását. Höflein első polgármestere, Simon Schneidhofer 1865–1867 között volt hivatalban.
1866-ban és 1873-ban kolerajárvány sújtotta Höfleint. Ennek ellenére 1880-ban a községben 89 ház épült, lakossága 485-re nőtt. 1890-ben 94 házban 545-en laktak. A 19. században a vidéken kőszenet találtak. Fellendült a szénbányászat. A legnagyobb bányákat a szomszédos Grünbach am Schneeberg-ben nyitották, de 1833-ban Paul Lupat és Michael Fenzl vállalkozók Oberhöfleinben is megnyitották a Magdaléna-szénmezőt. Az Unterhöflein alatti fejtésekkel egy összekötő tárnát is vájtak a grünbachi bányákhoz.

### 20. század
1897-ben megnyílt a Bécsújhelyet Puchberg am Schneeberggel összekötő Schneeberg-vasút (megállója Unterhöfleinben van), és a Schneebergre felvezető fogaskerekű vasút is. A Hohe Wand és a Schneeberg-vidék, vele Höflein is bekapcsolódott az ország vérkeringésébe. A vasút a turistaforgalom mellett főleg a szénszállítást szolgálta. 1900-ban a tárna mellé egy brikettgyárat építettek, de ez nem működött gazdaságosan. 1919. július 1-jével a bányatársaság eladta a höfleini bányákat, 1925-re a termelést teljesen felszámolták
Ausztria német megszállásának éveiben Höflein község önállóságát megszüntették, és a „Grünbach-Höflein-Schrattenbach önkormányzatba” (Bürgereisterei) tagolták be. A második világháborúban 1945 április végétől (Bécs eleste után) harcok folytak a Hohe Wand előterében is. A Bécsújhely és Neunkirchen felől előrenyomuló Vörös Hadsereg 4. gárdahadseregének I. gépesített gárdahadteste küzdött a Puchbergből operáló 33. SS-Önkéntes Lovashadosztály Keitel-Harccsoportja és a 99. lövész hadosztály maradéka ellen. Grünbach és Höflein körzetében 50 szovjet és 70 Wehrmacht-katona esett el, 8 polgári lakos vesztette életét a harcok miatt. A Harmadik Birodalom május 8-i kapitulációja után a helyi megszálló parancsnokság és a katonai rendőrség Unterhöfleinben rendezkedett be (1946-ig). 1945 májusában az első ideiglenes polgármestert, Anton Tressl-t még a megszállók jelölték ki, de már júliusban megtartották az ideiglenes községtanácsi választásokat.
A háború utáni szénhiány miatt a höfleini bányákat újra megnyitották. A szovjetek kivonulása után, 1957. január 1-jén megalakult a Hohe Wand Kőszénbánya Kft („Hohe-Wand-Steinkohle Bergbauges.m.b.H”). 1965-ben bezárták a gazdaságtalanná vált grünbachi szénbányákat. Egész Ausztriában a höfleini maradt az egyetlen működő kőszénbánya, de 1967-ben azt is bezárták. 1970-ben Höfleint  a szomszédos Grünbach am Schneeberg-hez csatolták, csak 1991-ben lett ismét teljes önálló község. 1996-ban saját címert kaptak. 1999-ben a község megünnepelte 750 éves fennállását.

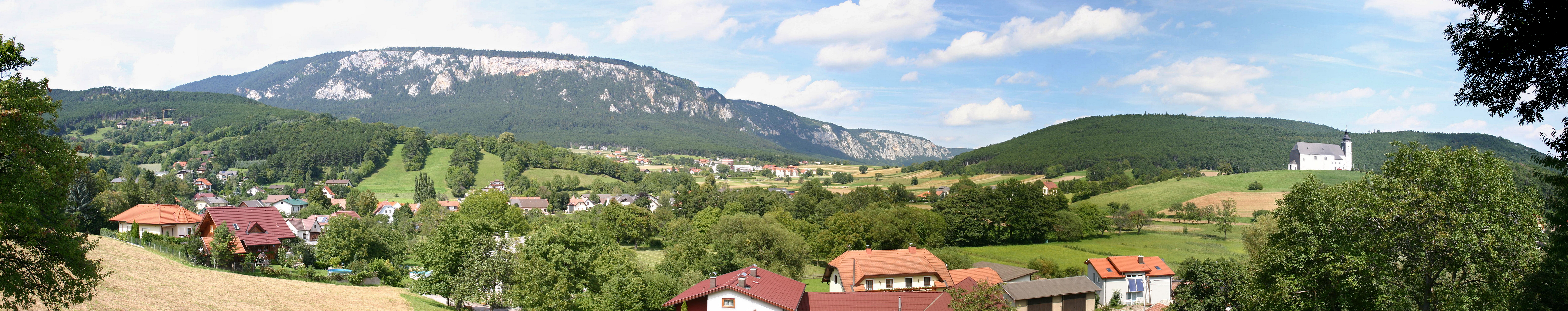
Höflein község panorámaképe. Háttérben a Hohe Wand hegycsoport, jobbra a templomdombon a Maria Kirchbüchl templom.

## Műemlékei
- Maria Kirchbüchl, hivatalos nevén Mária Születése Katolikus plébánia- és zarándoktemplom (Unterhöflein): A B-26 út mellett, a templomdombon (Kirchbüchl) áll, messziről látható. Helyén 1443-ban már valószínűleg kápolna állt. 1468-ban szerepel III. Frigyes császár adománylevelén, amellyel a Szent György-rendnek adta. 1600-ban, a rend feloszlatása után a grazi jezsuita kollégium kapta, 1608-ban a bécsújhelyi Neustift ciszterci kolostor. 1747–49 között jelentősen kibővítették, barokk kórust építettek hozzá. 1751-ben az Oszlopos Szűz Mária-kegyképet a főoltárra helyezték át. 1761-ben a rothengrubi plébániához rendelték, 1783-ban a rothengrubi plébánia megszüntetése nyomán községi plébániatemplommá szentelték. 1881-ben a Heiligenkreuzi apátsághoz csatolták. 1976-ban súlyos viharkár érte, a tetőszék beszakadt, helyreállították.
- Szűz Mária-kápolna (Marienkapelle, Unterhöflein): 1759-ben építették, boltozatos kapuval. Madonna-szobra a 18. századból való.
- Régi népiskola (Volksschule, Unterhöflein): 1914-ben épült kétszintes épület, jelenleg községi zeneiskola.

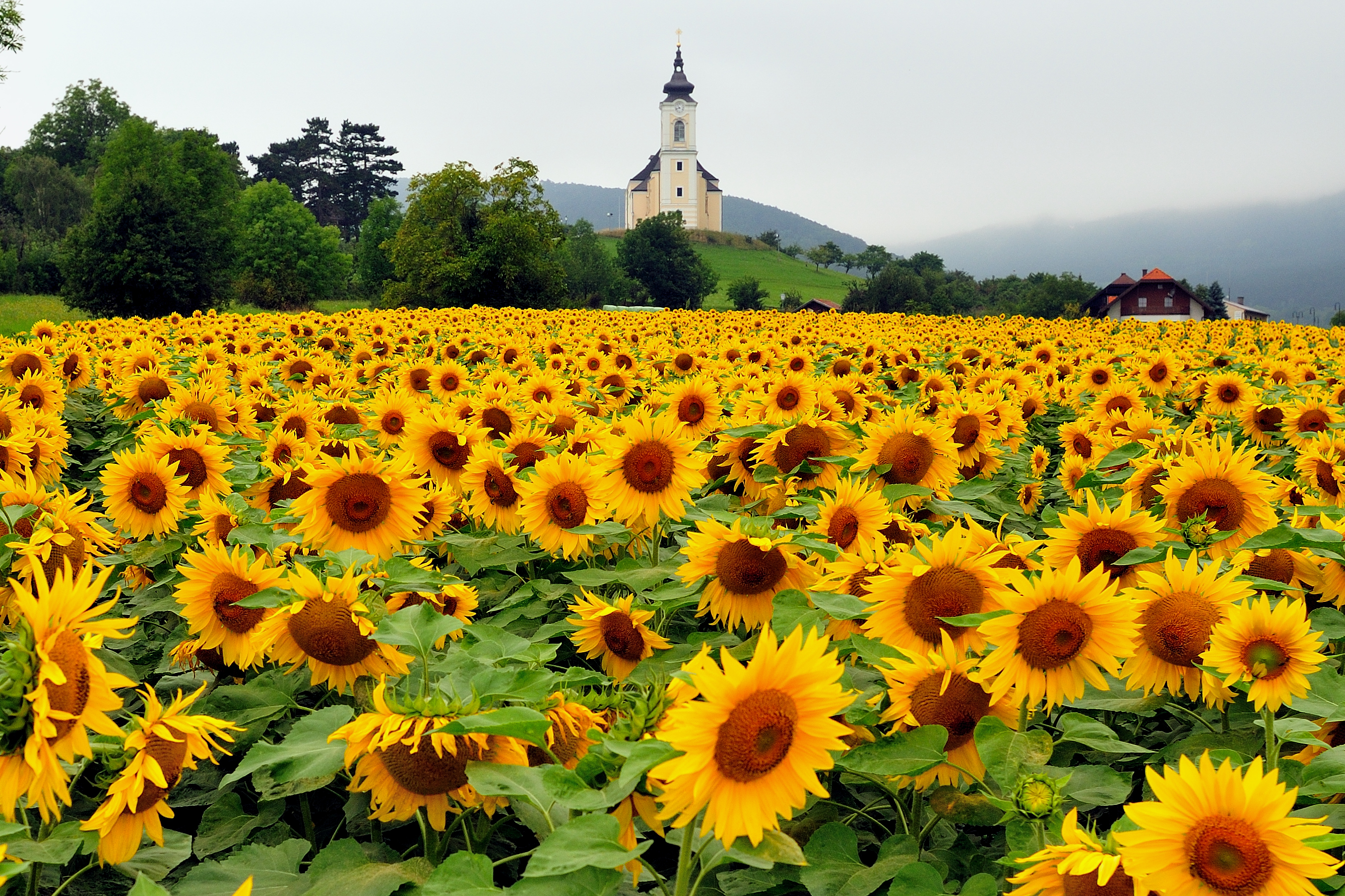
A Maria Kirchbüchl templom
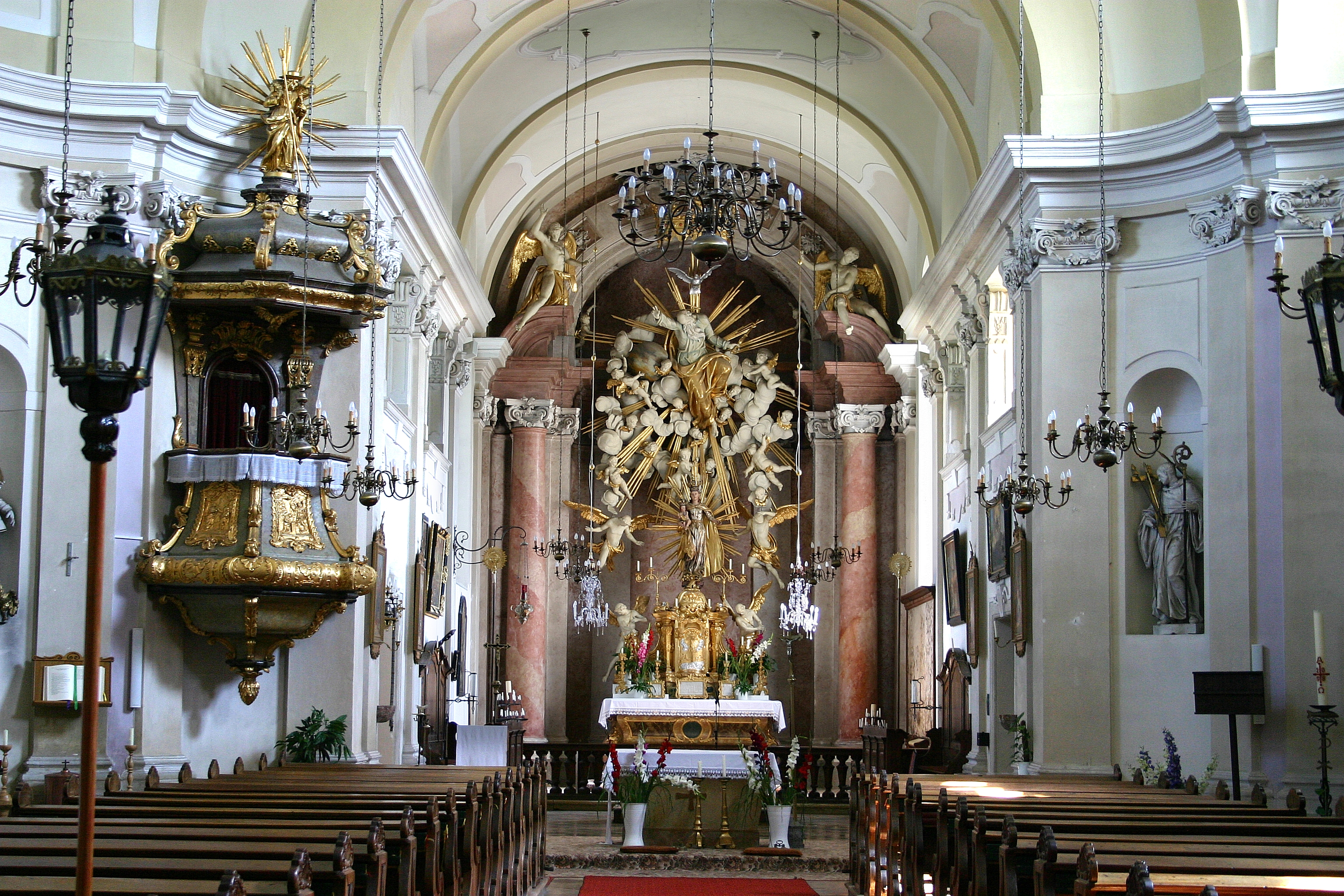
A Maria Kirchbüchl templom főoltára
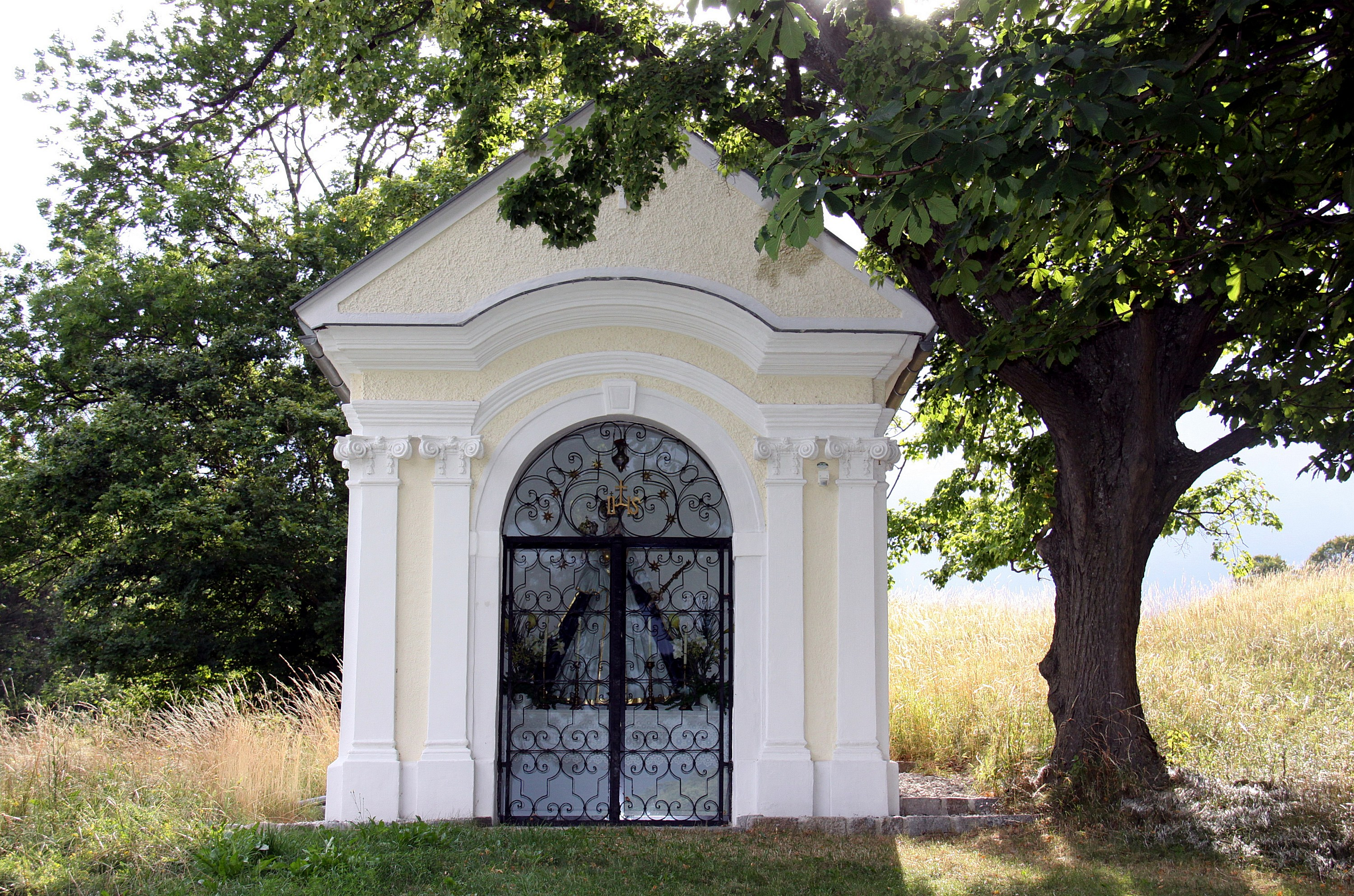
Mária-kápolna a templomdomb alatt
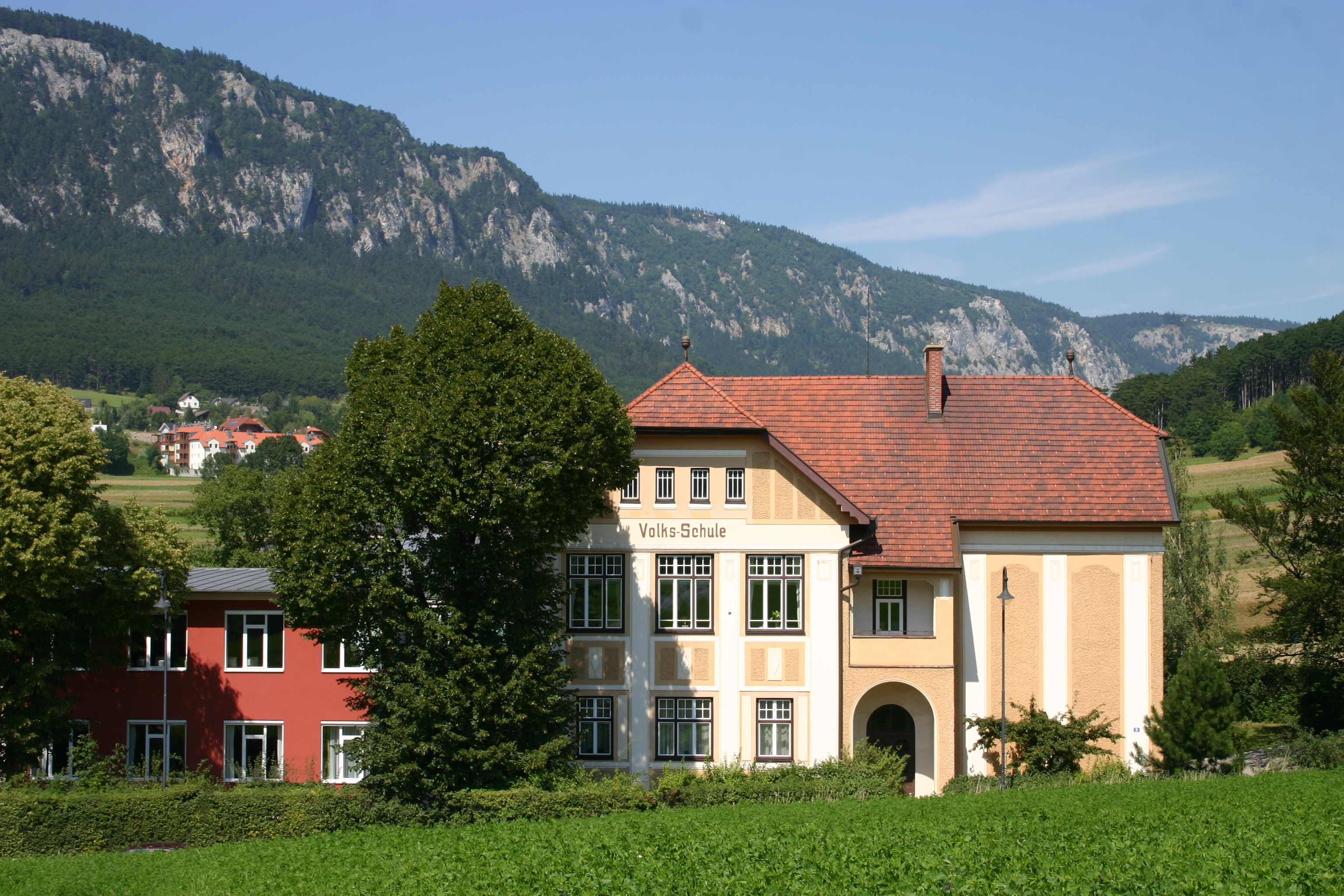
A régi községi népiskola

## Lakosság
A Höflein an der Hohen Wand-i önkormányzat területén 2019 januárjában 874 fő élt. A lakosságszám 1991 óta gyarapodó tendenciát mutat. 2017-ben a helybeliek 94,9%-a volt osztrák állampolgár; a külföldiek közül 2,8% a régi (2004 előtti), 1,8% az új EU-tagállamokból érkezett. 2001-ben a lakosok 82,4%-a római katolikusnak, 2,2% evangélikusnak, 13% pedig felekezeten kívülinek vallotta magát. Ugyanekkor 4 magyar élt a községben.
A népesség változása:

| 2016 | 912 |
| 2018 | 895 |

## Politika
Höflein önkormányzati testülete 15 tagból áll. A 2010. március 14-én tartott községtanácsi választáson az SPÖ 10, az ÖVP 5 helyet szerzett. (Az ezt megelőző, 2005-ös választáson a mandátumok ugyanígy oszlottak meg.)

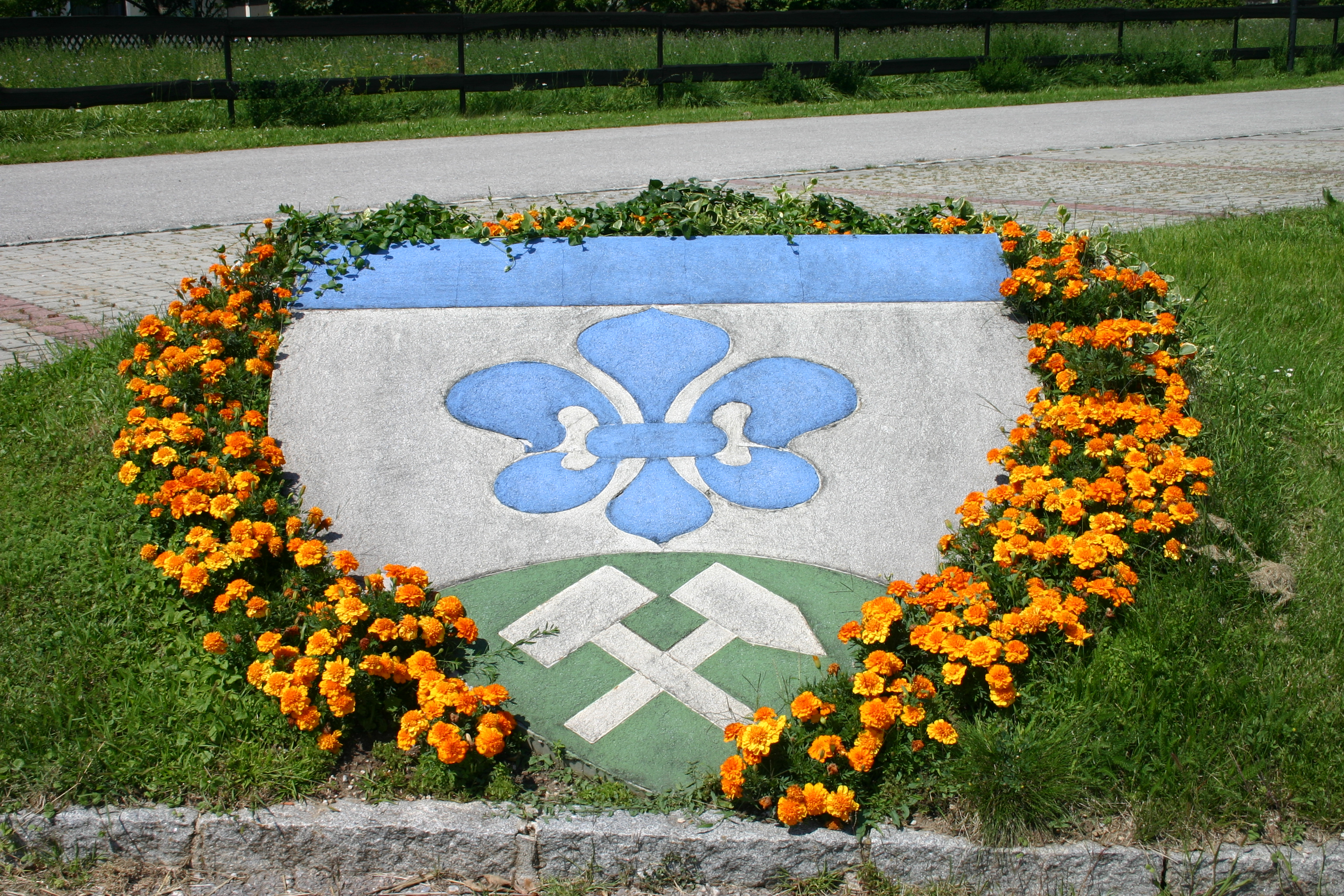
Höflein címere, virágdíszítéssel.

## Címer
A község 1996-ban elfogadott címere: Ezüst, felül kékkel zárt alapon kék címerliliom, a pajzs alsó részén zöld domb, ebben ezüst bányászszerszámok, fakalapács és vaskalapács, utalva a község bányászmúltjára.

## Gazdaság, infrastruktúra
1999-es adat szerint 36 mező- és erdőgazdasági munkahelyet jelentettek be. 2001-es adat szerint 43 nem-mezőgazdasági munkahelyet jegyeztek. A 2001-es népszavazás adatai alapján a község 372 lakosa állt munkaviszonyban. A foglalkoztatás aránya 49,03% (2001).